# Estación de Caudete
Caudete es una estación ferroviaria con parada facultativa situada en el municipio español homónimo en la provincia de Albacete, comunidad autónoma de Castilla-La Mancha. Dispone de servicios de media distancia operados por Renfe.

## Situación ferroviaria
Se encuentra en el punto kilométrico 383,1 de la línea férrea de ancho ibérico La Encina-Alicante a 573,95 metros de altitud, entre las estaciones de La Encina y de Villena.
Da nombre a una variante abierta en 1993 que evita que los trenes entre Alicante y Valencia tengan que invertir su marcha en La Encina.

## Historia
Los antecedentes de la llegada del ferrocarril a Caudete se sitúan en los deseos de conectar Madrid con Alicante tomando como punto de partida la línea Madrid-Aranjuez y su prolongación hasta Albacete vía Alcázar de San Juan por parte de la Compañía del Camino de Hierro de Madrid a Aranjuez que tenía a José de Salamanca como su principal impulsor. El 1 de julio de 1856 José de Salamanca, que se había unido con la familia Rothschild y con la compañía du Chemin de Fer du Grand Central obtuvieron la concesión de la línea Madrid-Zaragoza que unida a la concesión entre Madrid y Alicante daría lugar al nacimiento de la Compañía de los Ferrocarriles de Madrid a Zaragoza y Alicante o MZA. Esta última fue la encargada de inaugurar la estación el 26 de mayo de 1858 con la apertura del tramo Almansa-Alicante. El viaje inaugural fue presidido por Isabel II. A pesar de ello, y según consta en los documentos oficiales de la compañía y en las Memorias de las obras públicas la puesta efectiva en servicio se realizó algo antes, el 15 de marzo de 1858. En 1941 la nacionalización de ferrocarril en España supuso la integración de MZA en la recién creada RENFE.
Desde el 31 de diciembre de 2004 Renfe Operadora explota la línea mientras que Adif es la titular de las instalaciones ferroviarias.

## La estación
Se sitúa al noreste del núcleo urbano. El edificio para viajeros es una estructura de base rectangular de dos plantas con pequeños anexos de una planta. Tiene disposición lateral a las vías y se compone de dos andenes, uno lateral y otro central. El cambio de uno a otro se realiza a nivel. 

## Servicios ferroviarios

### Media Distancia
Los servicios de Media Distancia de Renfe en la estación se limitan a una conexión diaria entre Ciudad Real y Alicante mediante trenes MD los fines de semana. Se alcanzan destinos intermedios como Albacete, Alcázar de San Juan o Villena, entre otros.
| Línea MD | Trenes | Origen/Destino                           |  | Destino/Origen   |
| -------- | ------ | ---------------------------------------- |  | ---------------- |
| 45       | MD     | Ciudad Real Alcazar de San Juan Albacete |  | Villena Alicante |